# 莱塞比耶
莱塞比耶（法語：Les Herbiers，法語發音：[lez‿ɛʁbje]），法国西部城市，卢瓦尔河地区大区旺代省的一个市镇，隶属于永河畔拉罗什区，其市镇面积为88.87平方公里，2022年1月1日时人口数量为16,589人，在法国城市中排名第591位。
莱塞比耶位于旺代省东北部，曼恩河发源于其境内，是一个区域性的中心城市，多条公路在此交汇。当地的莱塞比耶足球俱乐部曾获得2018年法国杯的亚军。

## 地名来源
根据法国历史学家埃内斯特·内格尔的观点，“莱塞比耶”一名最初于1195年以“de Villis de Herbertis”的形式被记载，其中的“Herbertis”来源于日耳曼历史人物Herbertus，后者可能是当地历史上的一名领主；而根据当地官方网站的论述，“莱塞比耶”最初的形式为“Herbauges”，意为“草状的小麦”，对应的现代法语为“blé en Herbe”。

## 历史
莱塞比耶的早期历史尚不清楚。公元九世纪时，桑通日本笃会的道士在此修建拉格赖讷蒂耶尔圣母修道院，其附近区域于公元12世纪时逐渐形成商业聚落。英法百年战争初期，莱塞比耶及其附近区域被英格兰军队攻占，当地多处建筑被烧毁。公元16至17世纪间，当地领主将其庄园扩建成为布瓦蒂桑多城堡。1730年，城堡领主伊勒兰（Hillerin）在此设计并发明了算术仪器，成为世界上最早的机械计算机之一。法国大革命后，莱塞比耶成为旺代省的一个市镇，其附近区域在18世纪90年代成为旺代天主教保皇军队的活动范围。工业革命末期，莱塞比耶境内出现了机械化的纺织作坊。1964年，莱塞比耶小堡（Petit-Bourg-des-Herbiers）和阿尔德莱（Ardelay）两个市镇整体并入莱塞比耶的市镇范围。自1982年起，当地每年举办莱塞比耶旺代自行车赛。此外，自1990年起，莱塞比耶每年举办民间数字与字母记忆力比赛（Tournoi des Chiffres et des lettres）。在2018年的法国杯中，莱塞比耶足球俱乐部最终进入总决赛，成为旺代省历史上首支进入法国杯决赛的球队，近3.5万名来自各地的莱塞比耶球迷前往法兰西体育场观看比赛，这一数量超过了当地常住人口的两倍。

## 地理

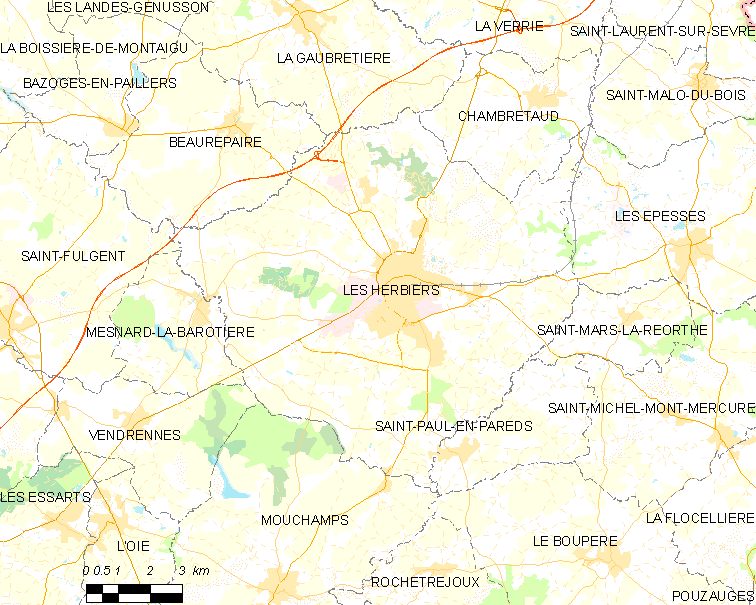
莱塞比耶市镇范围地图

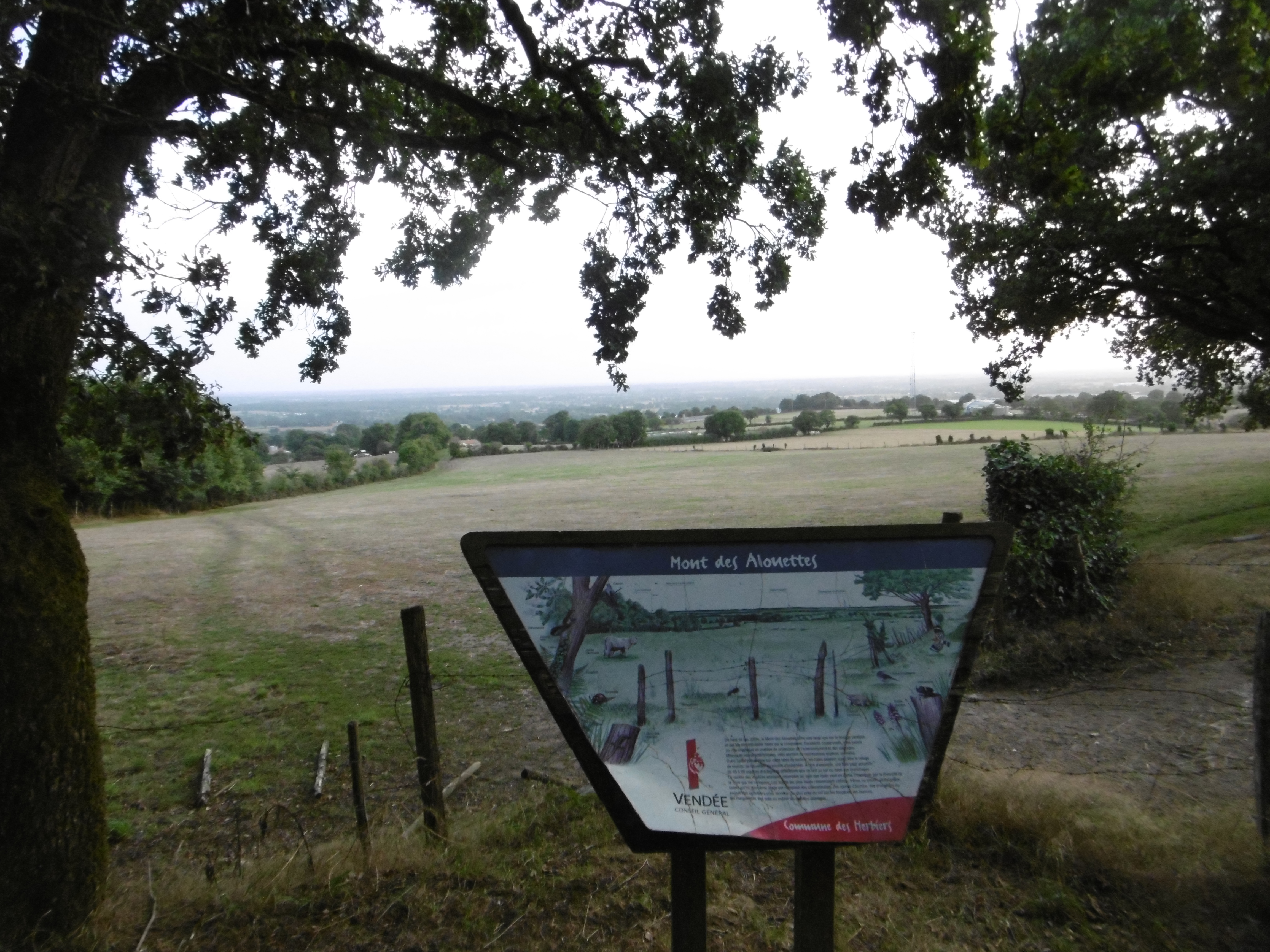
莱塞比耶附近的云雀山

莱塞比耶位于法国西部，卢瓦尔河地区大区南部和旺代省东北部，距离省会永河畔拉罗什大约42公里。与莱塞比耶接壤的市镇包括：拉戈布勒蒂耶尔、博尔派尔、莱塞佩斯、梅纳尔-拉巴罗蒂耶尔、穆尚、圣菲尔让、圣马尔拉雷奥尔特、圣保罗昂帕雷、旺德雷讷、尚韦里。

### 地形
莱塞比耶位于阿摩里卡丘陵南部余脉，其附近多缓丘，被称为“旺代博卡日”，市镇中心地势较为平坦，全境海拔在69到245米之间。

### 水文
曼恩河发源于莱塞比耶的市镇范围内，该河是南特塞夫尔河的支流，属于卢瓦尔河水系。

### 植被
莱塞比耶属于温带阔叶混交林区，市区内的主要绿地公园包括儿童公园（Parc des Enfants）、科里亚花园（Jardin de Coria）等，均常年免费向公众开放。
在鲜花城市的评比中，莱塞比耶被评为3星级鲜花城市。

### 气候
莱塞比耶在柯本气候分类法中属于温带海洋性气候，全年温差较小，降水分布相对均匀。
莱塞比耶境内的气象站自2012年11月3日起投入使用，以下为该气象站的数据（其中降水和日照数据分别取自绍莱和南特）：
| 莱塞比耶2012年－2019年 | 莱塞比耶2012年－2019年 | 莱塞比耶2012年－2019年 | 莱塞比耶2012年－2019年 | 莱塞比耶2012年－2019年 | 莱塞比耶2012年－2019年 | 莱塞比耶2012年－2019年 | 莱塞比耶2012年－2019年 | 莱塞比耶2012年－2019年 | 莱塞比耶2012年－2019年 | 莱塞比耶2012年－2019年 | 莱塞比耶2012年－2019年 | 莱塞比耶2012年－2019年 | 莱塞比耶2012年－2019年 |
| 月份                   | 1月                    | 2月                    | 3月                    | 4月                    | 5月                    | 6月                    | 7月                    | 8月                    | 9月                    | 10月                   | 11月                   | 12月                   | 全年                   |
| ---------------------- | ---------------------- | ---------------------- | ---------------------- | ---------------------- | ---------------------- | ---------------------- | ---------------------- | ---------------------- | ---------------------- | ---------------------- | ---------------------- | ---------------------- | ---------------------- |
| 历史最高温 °C（°F）    | 15.7 (60.3)            | 21.3 (70.3)            | 22.2 (72.0)            | 27.1 (80.8)            | 30.6 (87.1)            | 37.4 (99.3)            | 37.1 (98.8)            | 38 (100)               | 32.4 (90.3)            | 27.8 (82.0)            | 21 (70)                | 16.1 (61.0)            | 38 (100)               |
| 平均高温 °C（°F）      | 7.7 (45.9)             | 9.4 (48.9)             | 12.9 (55.2)            | 16 (61)                | 20.8 (69.4)            | 24.6 (76.3)            | 25.7 (78.3)            | 25.3 (77.5)            | 22 (72)                | 16.9 (62.4)            | 11.6 (52.9)            | 8.2 (46.8)             | 16.8 (62.2)            |
| 日均气温 °C（°F）      | 5.4 (41.7)             | 6 (43)                 | 8.9 (48.0)             | 11.5 (52.7)            | 15.3 (59.5)            | 19.2 (66.6)            | 20.3 (68.5)            | 20 (68)                | 17.3 (63.1)            | 13.5 (56.3)            | 9 (48)                 | 5.8 (42.4)             | 12.7 (54.9)            |
| 平均低温 °C（°F）      | 3.2 (37.8)             | 3.1 (37.6)             | 4.9 (40.8)             | 6.9 (44.4)             | 10.9 (51.6)            | 13.5 (56.3)            | 14.9 (58.8)            | 14.8 (58.6)            | 12.5 (54.5)            | 10 (50)                | 6 (43)                 | 3.4 (38.1)             | 8.7 (47.7)             |
| 历史最低温 °C（°F）    | −8 (18)                | −9.1 (15.6)            | −9.5 (14.9)            | −2.9 (26.8)            | 3.1 (37.6)             | 4 (39)                 | 9 (48)                 | 4 (39)                 | 5.5 (41.9)             | −0.3 (31.5)            | −5 (23)                | −5.7 (21.7)            | −9.5 (14.9)            |
| 平均降水量 mm（）      | 84.6 (3.33)            | 62.8 (2.47)            | 59.3 (2.33)            | 58.7 (2.31)            | 65.1 (2.56)            | 41.7 (1.64)            | 52.5 (2.07)            | 41.4 (1.63)            | 63 (2.5)               | 83.8 (3.30)            | 81 (3.2)               | 83.6 (3.29)            | 777.5 (30.61)          |
| 月均日照時數           | 73.2                   | 97.3                   | 141.3                  | 169.8                  | 189                    | 206.5                  | 213.7                  | 226.8                  | 193.8                  | 118.2                  | 85.8                   | 76.1                   | 1,791.5                |
| 来源：infoclimat.fr    |                        |                        |                        |                        |                        |                        |                        |                        |                        |                        |                        |                        |                        |

## 行政区划
莱塞比耶是法国卢瓦尔河地区大区旺代省的一个市镇，编号为85109。莱塞比耶隶属于永河畔拉罗什区和旺代省第四选区，管理莱塞比耶县，同时也是莱塞比耶地区市镇公共社区的办公驻地。
法国国家统计与经济研究所（简称）在进行数据统计时，将莱塞比耶单独设为莱塞比耶城市核心区，并将包括核心区在内的周边共3个市镇划为莱塞比耶城市区。自2020年起，莱塞比耶城市区被包含15个市镇的莱塞比耶城市辐射区代替。此外，还将莱塞比耶市镇分为了6个“块区”（IRIS），以便于统计人口分布情况。

## 交通

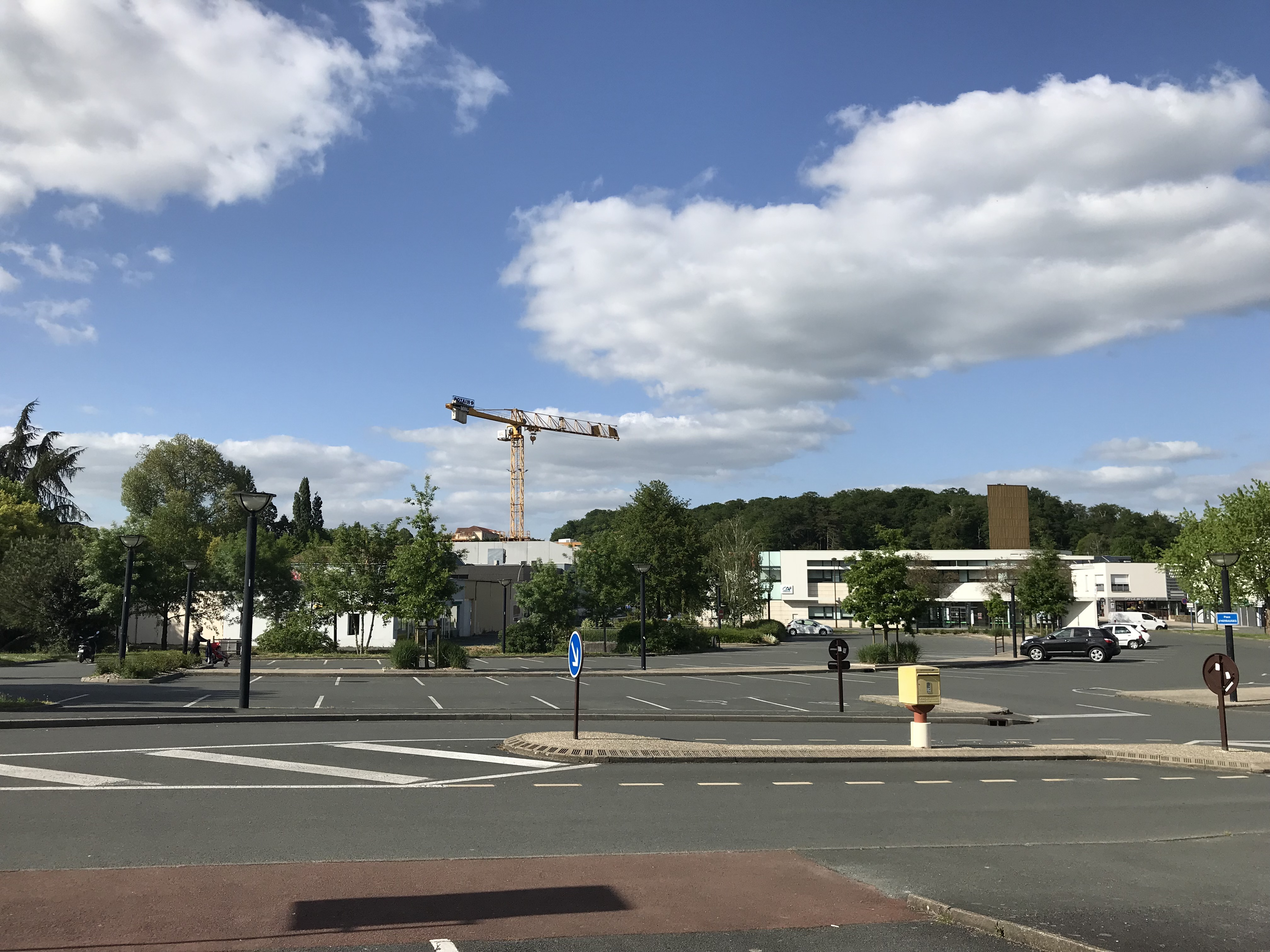
莱塞比耶的一处停车场

### 公路
A87高速公路经过莱塞比耶市区北部，通过29号出入口连接市区，此外多条旺代省省道在莱塞比耶境内交汇。卢瓦尔河地区大区下属的城际客运提供巴士线路，可前往永河畔拉罗什、绍莱、南特等地。
2018年，88%的莱塞比耶家庭拥有至少一辆私人汽车。2019年，莱塞比耶境内共发生各类交通事故8起，造成3人遇难，7人受伤。
| 巴黎-奥尔良门 | 375 |

| 里昂-佩拉什 | 682 |

| 莱萨布勒多洛讷 | 89 |

| 永河畔拉罗什 | 42 |

| 绍莱 | 26 |

| 丰特奈勒孔特 | 54 |

| 南特 | 67 |

| 拉罗谢尔 | 92 |

| 吕松 | 57 |

| 昂热 | 87 |

| 尼奥尔 | 88 |

| 布雷叙尔 | 46 |

### 铁路

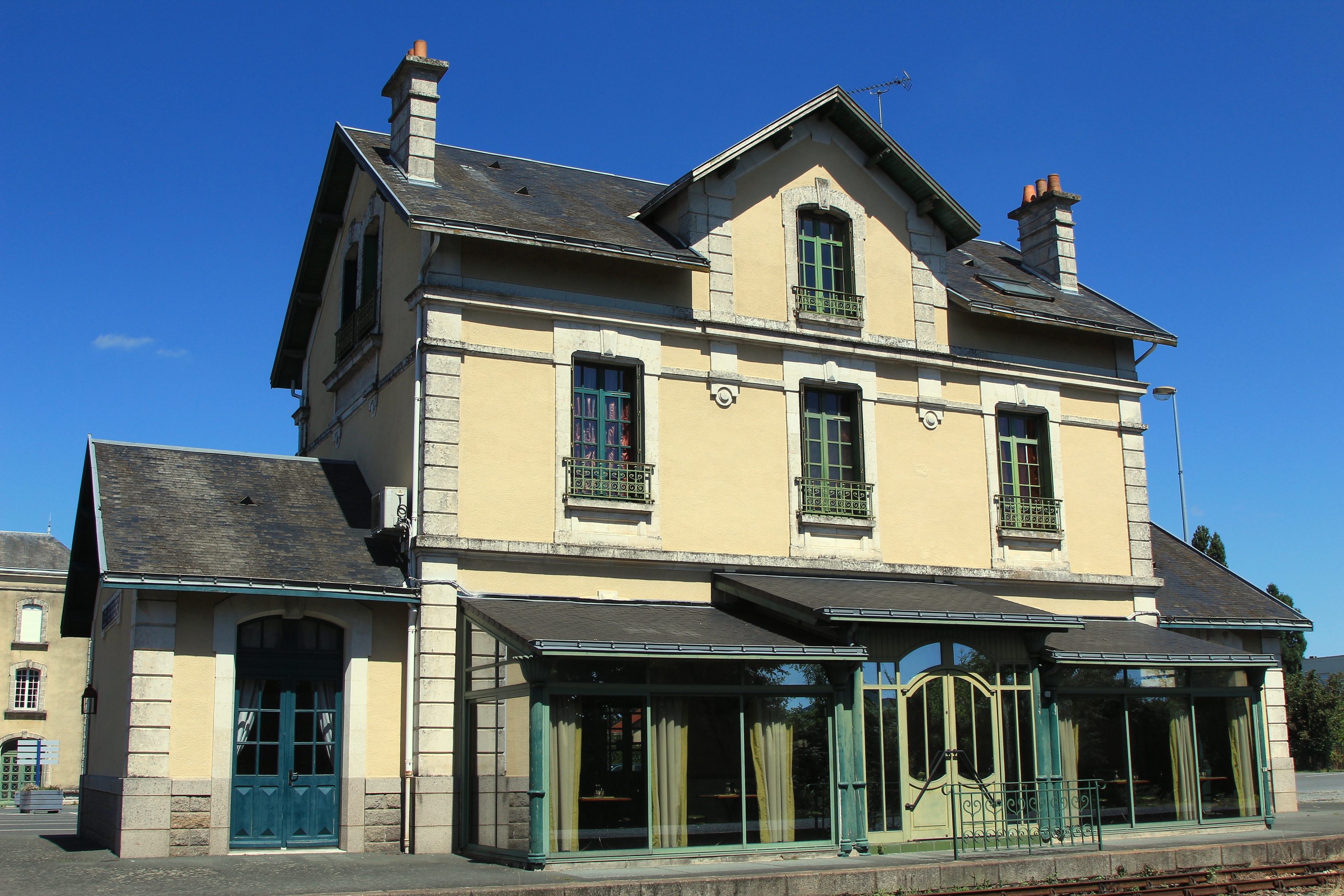
莱塞比耶站站房

莱塞比耶位于武旺-瑟宰－圣克里斯托夫迪布瓦铁路上，该铁路已于1939年停止客运服务，其莱塞比耶以西的路段已完全废弃。该铁路的重新开通计划于2020年底被提出，2021年10月被递交至卢瓦尔河大区进行可研审批。
距离莱塞比耶最近的运营中的客运铁路车站为26公里外的绍莱站，该站开行前往南特和昂热两个方向的区域列车。

### 航空
距离莱塞比耶最近的民用航空站为南特机场，距离莱塞比耶市中心的公路里程约79公里。

### 城市公共交通
截至2022年1月，莱塞比耶暂无城市公共交通系统。莱塞比耶市政府为当地的中小学生提供校车服务。

## 政治

### 市政内阁
莱塞比耶的现任市长为韦罗妮克·贝斯女士，她是一名右翼无党派人士的一名成员，在2020年的市政选举中获得了67.18%的支持率。
| 莱塞比耶历届市长 |                                |                                                             |
| 任期             | 市长                           | 党派                                                        |
| 1945年－1959年   | Émile Bertrand 埃米尔·贝特朗   | 不详                                                        |
| 1959年－1971年   | Jean Huteau 让·于托            | 不详                                                        |
| 1971年－1983年   | Pierre Chatry 皮埃尔·沙特里    | DVD右翼无党派人士                                           |
| 1983年－1989年   | Anselme Briand 安塞尔姆·布里昂 | DVD右翼无党派人士                                           |
| 1989年－1995年   | Jeanne Briand 让娜·布里昂      | DVD右翼无党派人士                                           |
| 1995年－2014年   | Marcel Albert 马塞尔·阿尔贝    | RPR保衛共和聯盟 →UMP人民运动联盟 →UDI民主人士和独立人士联盟 |

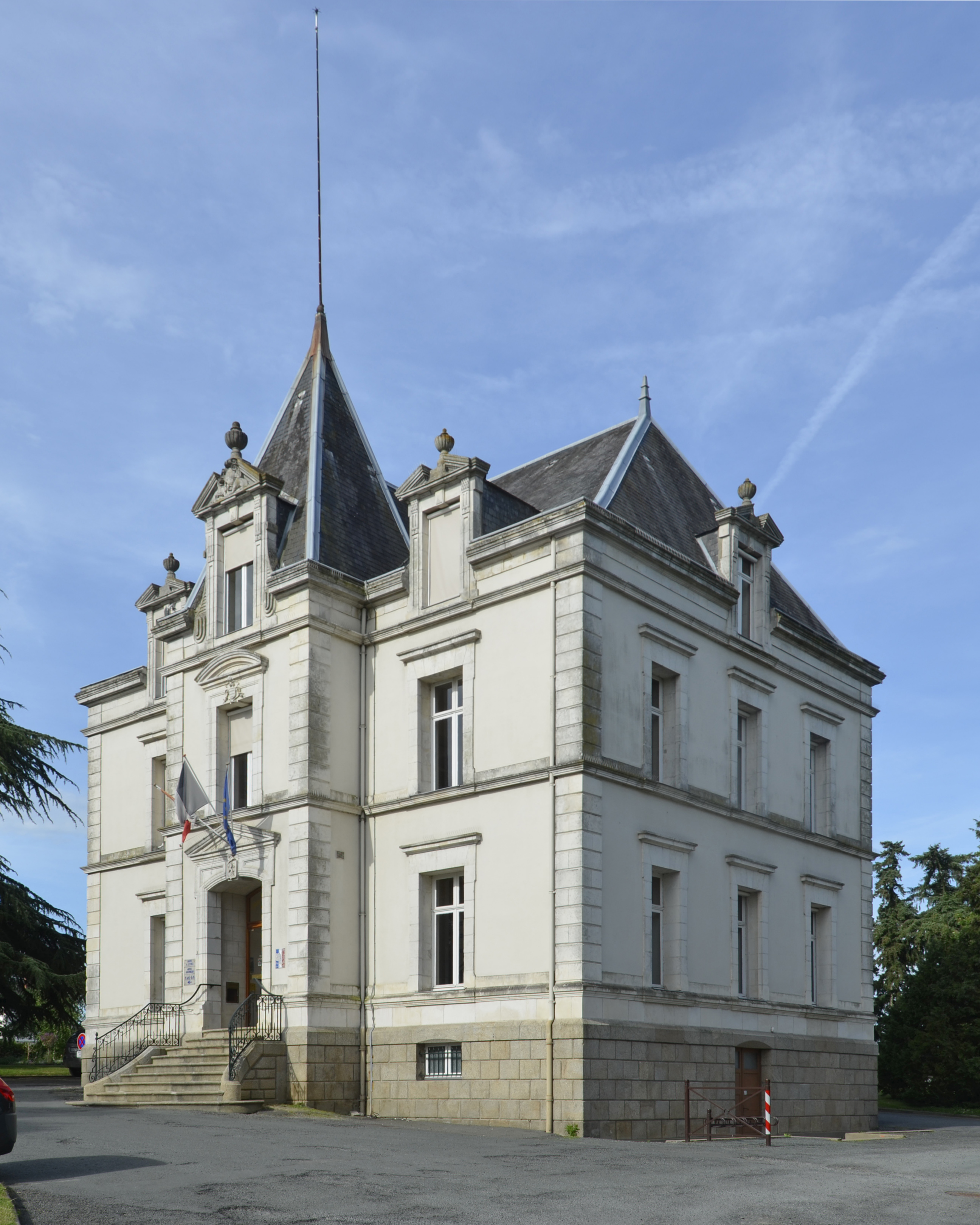
莱塞比耶市政厅

| 2014年－         | Véronique Besse 韦罗妮克·贝斯  | MPF保卫法国运动 →DVD右翼无党派人士                          |

### 各级选举
| 莱塞比耶历届投票选举结果 |                |              |                                   |          |              |                                   |            |          |
| 选举项目                 | 选区单位       | 选举结果     | 选举结果                          | 选举结果 | 选举结果     | 选举结果                          | 选举结果   | 参考资料 |
| 选举项目                 | 选区单位       | 第一轮胜出者 | 第一轮胜出者                      | 支持率   | 第二轮胜出者 | 第二轮胜出者                      | 支持率     | 参考资料 |
| 2017年法國總統選舉       | 莱塞比耶市镇   |              | 埃马纽埃尔·马克龙                 | 31.62%   |              | 埃马纽埃尔·马克龙                 | 82.36%     | [ 29 ]   |
| 2017年法国立法选举       | 旺代省第四选区 |              | 马蒂娜·勒吉耶-巴卢瓦              | 54.33%   |              | 马蒂娜·勒吉耶-巴卢瓦              | 69.99%     | [ 29 ]   |
| 2019年欧洲议会选举       | 莱塞比耶市镇   |              | 复兴运动党                        | 32.85%   | （不适用）   | （不适用）                        | （不适用） | [ 29 ]   |
| 2021年法国省级选举       | 莱塞比耶县     |              | 克里斯托夫·奥加尔 贝朗热尔·苏拉尔 | 61.42%   |              | 克里斯托夫·奥加尔 贝朗热尔·苏拉尔 | 71.34%     | [ 30 ]   |
| 2021年法国大区选举       | 莱塞比耶市镇   |              | 克丽丝泰勒·莫朗赛                 | 49.95%   |              | 克丽丝泰勒·莫朗赛                 | 62.47%     | [ 31 ]   |

## 人口
2018年，莱塞比耶市镇人口数量为16,135，在法国排名第591位。其中男性8,074人，女性8,061人，75岁及以上人口占7.9%，外籍人口数量为3,169人，人口密度为182人/平方公里，当地居民被称为（男性）或（女性）。2019年，莱塞比耶境内出生152人，死亡人口170人。
| 年份   | 1936  | 1946  | 1954  | 1962  | 1968  | 1975   | 1982   | 1990   | 1999   | 2006   | 2011   | 2016   | 2019   |
| ------ | ----- | ----- | ----- | ----- | ----- | ------ | ------ | ------ | ------ | ------ | ------ | ------ | ------ |
| 人口數 | 3,729 | 3,988 | 4,429 | 4,916 | 9,050 | 10,599 | 12,049 | 13,413 | 13,932 | 14,833 | 15,390 | 15,972 | 16,250 |

## 经济
莱塞比耶是一个区域性的中心城市。截止2022年1月，莱塞比耶市镇范围内共有各类用人单位（包含自雇）2,322家，平均历史为14年，其中96.44%为中小型企业（PME）。（服装销售）、（大型零售）及（金属构件生产）是当地2020年营业额最高的三个企业，分别为132,453,333欧元、101,325,716欧元和56,183,049欧元。

## 财政与居民收入
2020年，莱塞比耶的财政收入总额为23,090,000欧元，财政支出总额为18,728,500欧元，当年的债务总额为11,266,800欧元。2021年，莱塞比耶共获得193,986欧元的国家财政补助，比上一年减少了43.3%。
2019年，莱塞比耶的人均月收入总额为2,116欧元，其中高级职员为3,910欧元，低于法国平均水平（4,230欧元）；中级职员为2,271欧元，低于法国平均水平（2,411欧元）；普通职员为1,696欧元，亦低于法国平均水平（1,740欧元）。
2018年，莱塞比耶境内的青壮年（15至64岁）失业率为8.7%，当地49.6%的家庭拥有纳税资格，平均纳税2,714欧元，低于法国平均水平（3,910欧元）。

## 社会事务

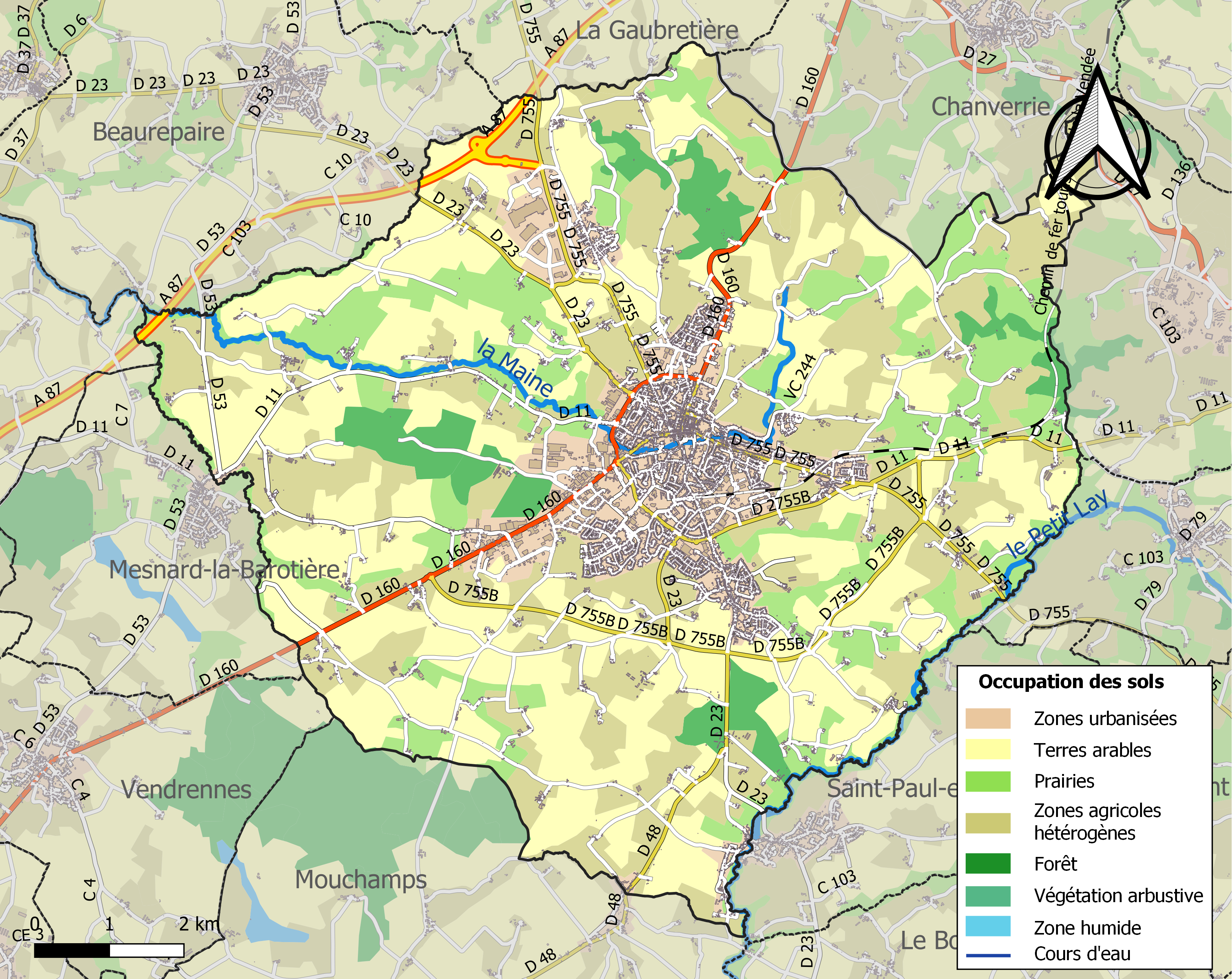
莱塞比耶土地利用情况地图

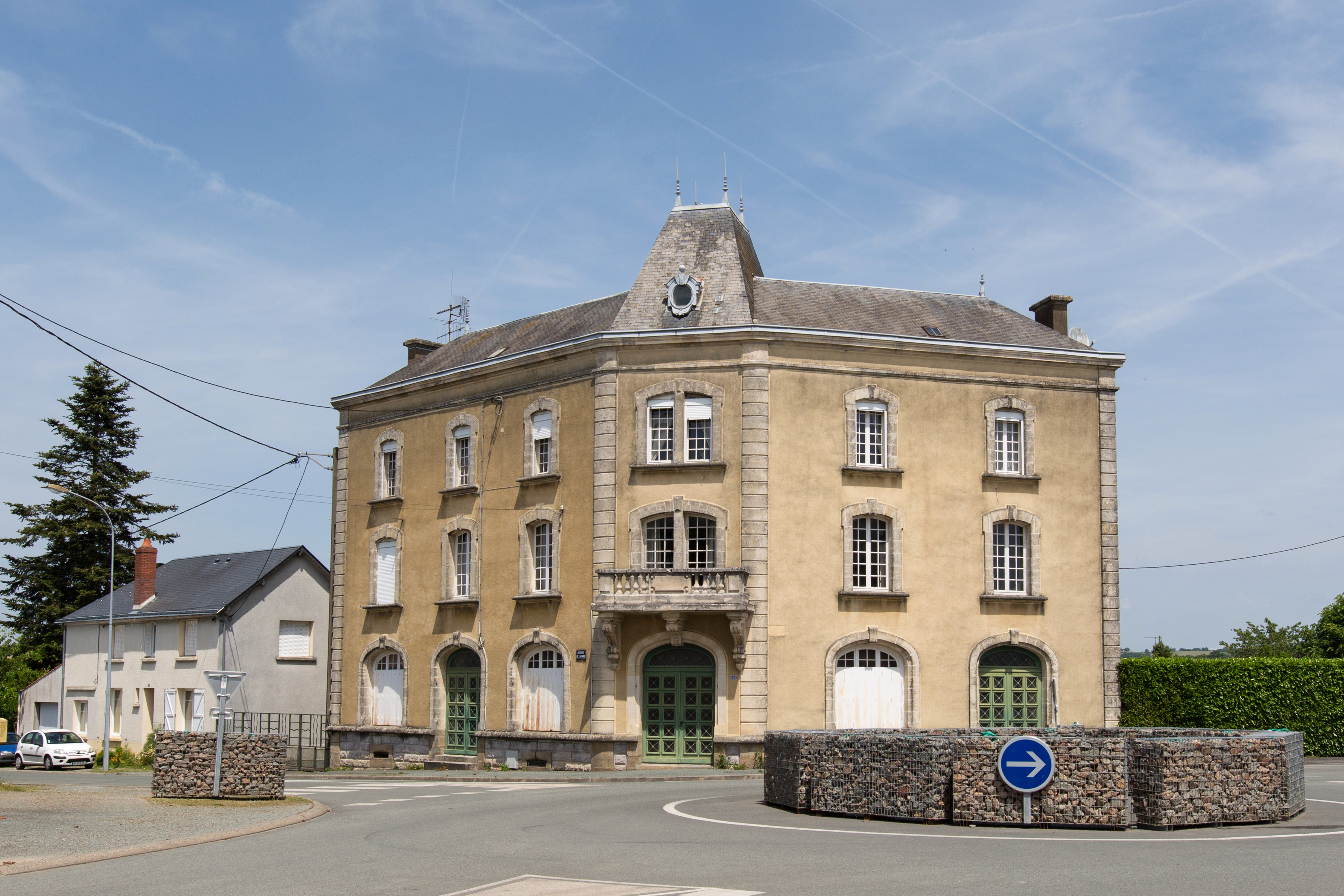
莱塞比耶市区的一栋居民楼

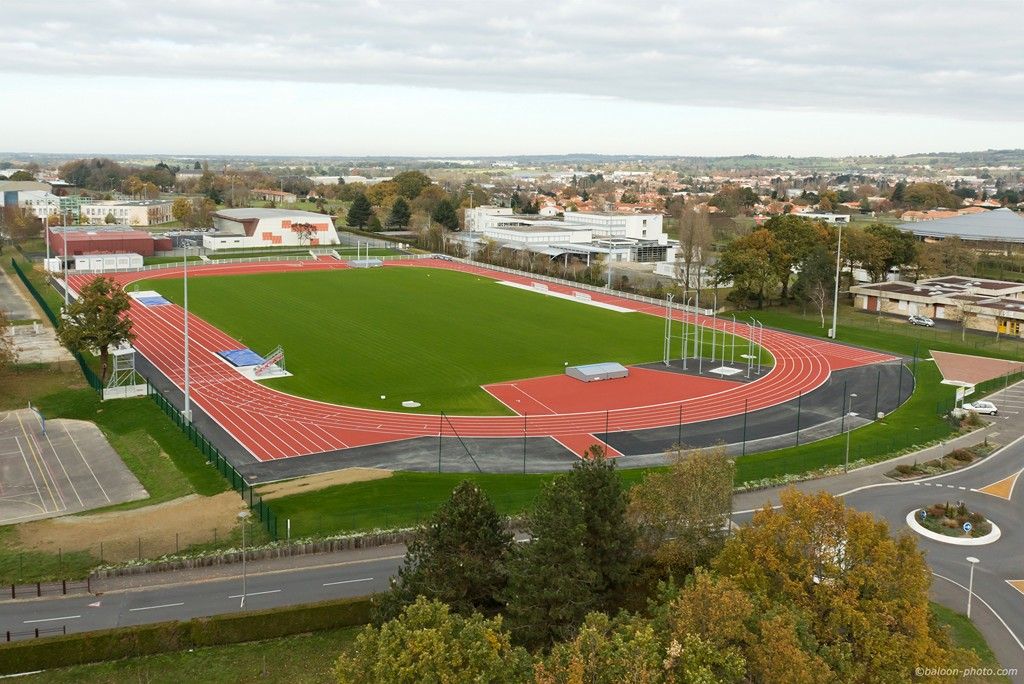
莱塞比耶市政球场

### 教育
莱塞比耶属于南特学区。截止2020年1月1日，莱塞比耶境内共有2所幼儿园、5所小学、2所初级中学、2所普通高中、1所农业高中和2所职业高中。2018至2019学年度，莱塞比耶境内共有在校中等教育阶段学生3,139名。

### 医疗
截止2020年1月1日，莱塞比耶境内共有全科医生14名、保健师15名、牙医12名、护士8名、眼科医生9名、皮肤科医生1名、助产士4名和妇科医生9名。境内共有药房6家、养老院4家、残疾人帮扶中心9家。
距离莱塞比耶最近的区域性医疗机构为绍莱中心医院（Centre Hospitalier de Cholet），其主病区位于绍莱市区，距离莱塞比耶市区的正常车程约25分钟，该院设有床位707个，是当地规模最大的公立综合性医院。

### 住房
2018年，莱塞比耶境内共有各类住房7,333套，其中81.1%为独立式居民区，18%为集中式居民区。常住房屋占莱塞比耶市镇范围内居民建筑总量的95.0%。
在住房保障政策方面，2020年，莱塞比耶境内共有1,196户家庭获得了住房经济补助，受益人数占总人口数量的7.4%，其中1,151份为房租补助。

### 商业
2019年，莱塞比耶境内共有各类实体商铺420家，其中餐厅41家、大型超市6家、杂货店3家、面包房10家、肉铺1家、书店4家、装饰品店1家、银行门店11家、美容美发店24家、汽车维修店34家。市区西部建有开放式商业街区，有利多超市、Hyper U、Intersport、Gamm Vert等商场。

### 体育
2020年，莱塞比耶境内共有1家游泳池、4间体育馆、2座综合体育场、8处网球场、2处马术场、3处足球或橄榄球场、7处篮球或排球场以及1处高尔夫球场。
截至2022年1月，莱塞比耶境内共有3家注册足球俱乐部。莱塞比耶足球俱乐部（编号507748）是当地的代表性足球队，成立于1919年，2021至2022赛季参加法国全国乙组联赛（法丁），其主场马萨比耶勒球场（Stade Massabielle）位于市区北部，该球队因晋级2018年法国杯决赛而受到关注。
莱塞比耶旺代自行车赛创建于1982年，是一项自行车个人计时赛，其赛程起点及终点均位于莱塞比耶。

### 环境
莱塞比耶的环境事务由其所属的莱塞比耶地区市镇公共社区负责。2019年，莱塞比耶境内暂无污染企业。

### 治安
2019年，莱塞比耶市镇范围内共有1处宪兵队。
莱塞比耶所在地是永河畔拉罗什宪兵总队的管辖范围。2020年，该宪兵总队辖区内共78个市镇累计发生各类案件5,950起，其中盗窃类案件3,017起，经济类案件938起，毒品交易类案件210起。

## 文化
2020年，莱塞比耶境内共有1家剧场和1家电影院。莱塞比耶市政府提供多媒体中心，每周二至六向公众开放。

### 建筑
莱塞比耶境内有多处历史建筑，其中法国国家文物保护单位包括拉格赖讷蒂耶尔圣母修道院、布瓦蒂桑多城堡等，云雀山小教堂则是当地的地标性建筑物。

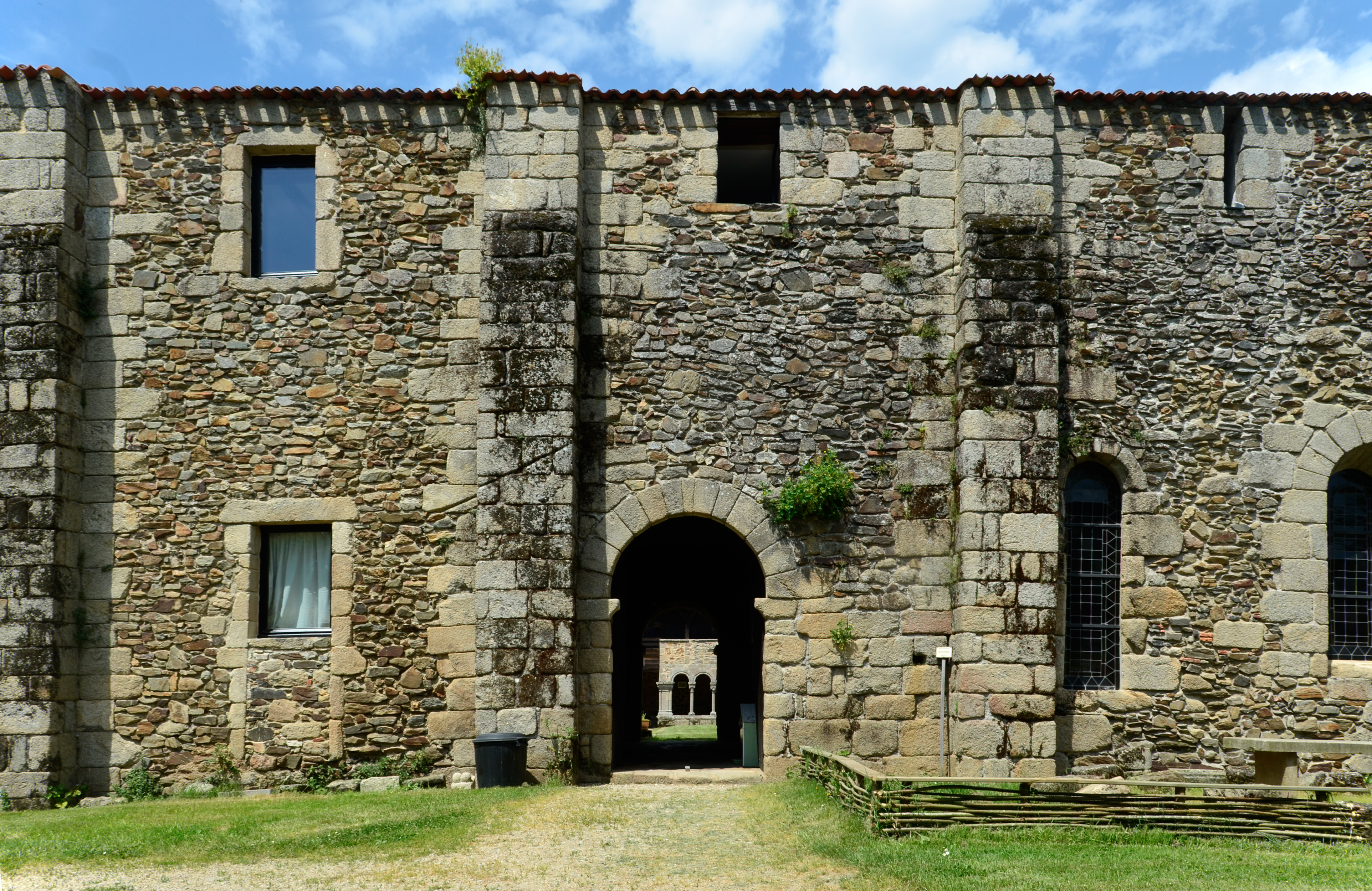
拉格赖讷蒂耶尔圣母修道院（法语：Abbaye Notre-Dame de la Grainetière）
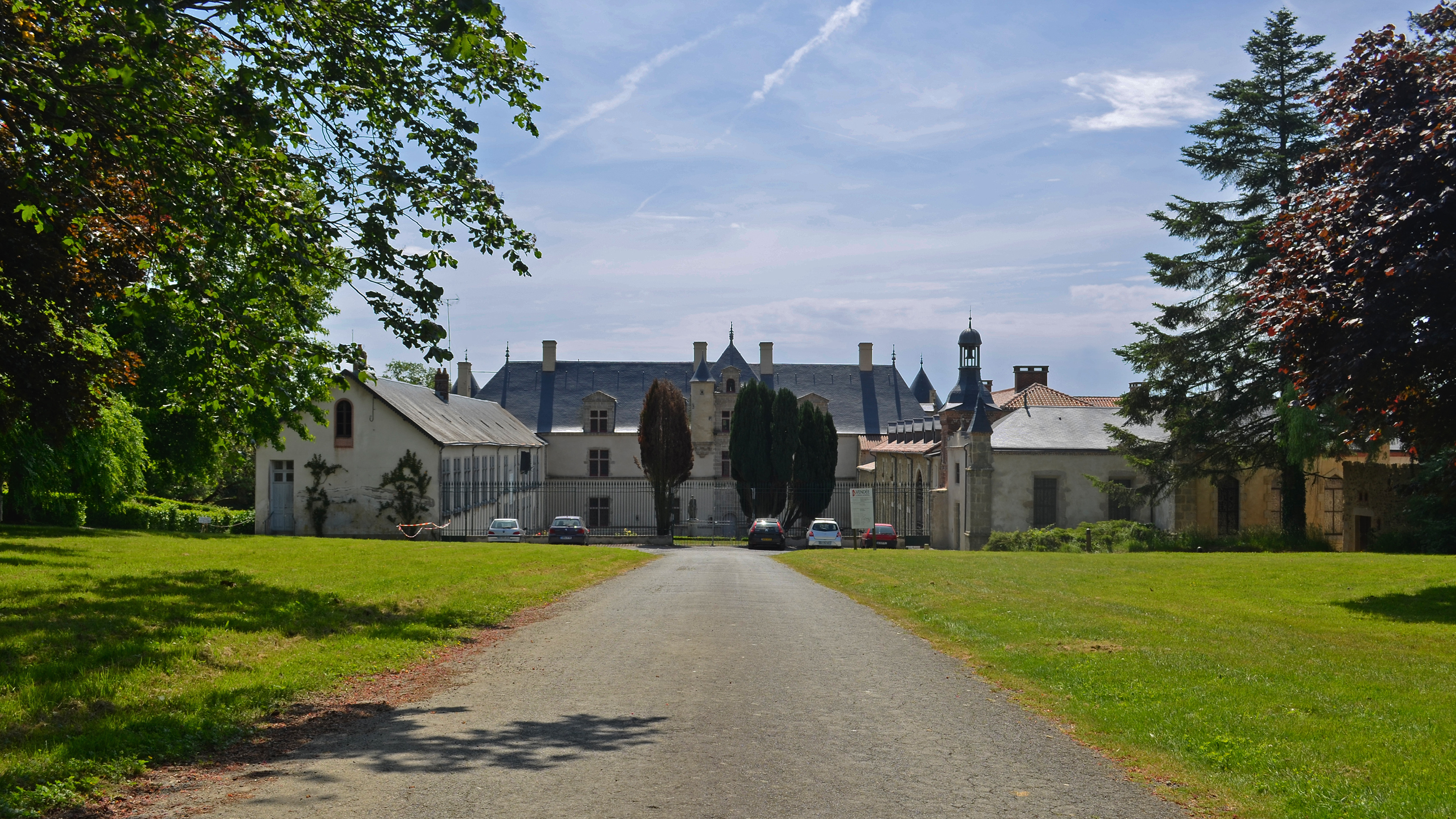
布瓦蒂桑多城堡（法语：Château de Boistissandeau）
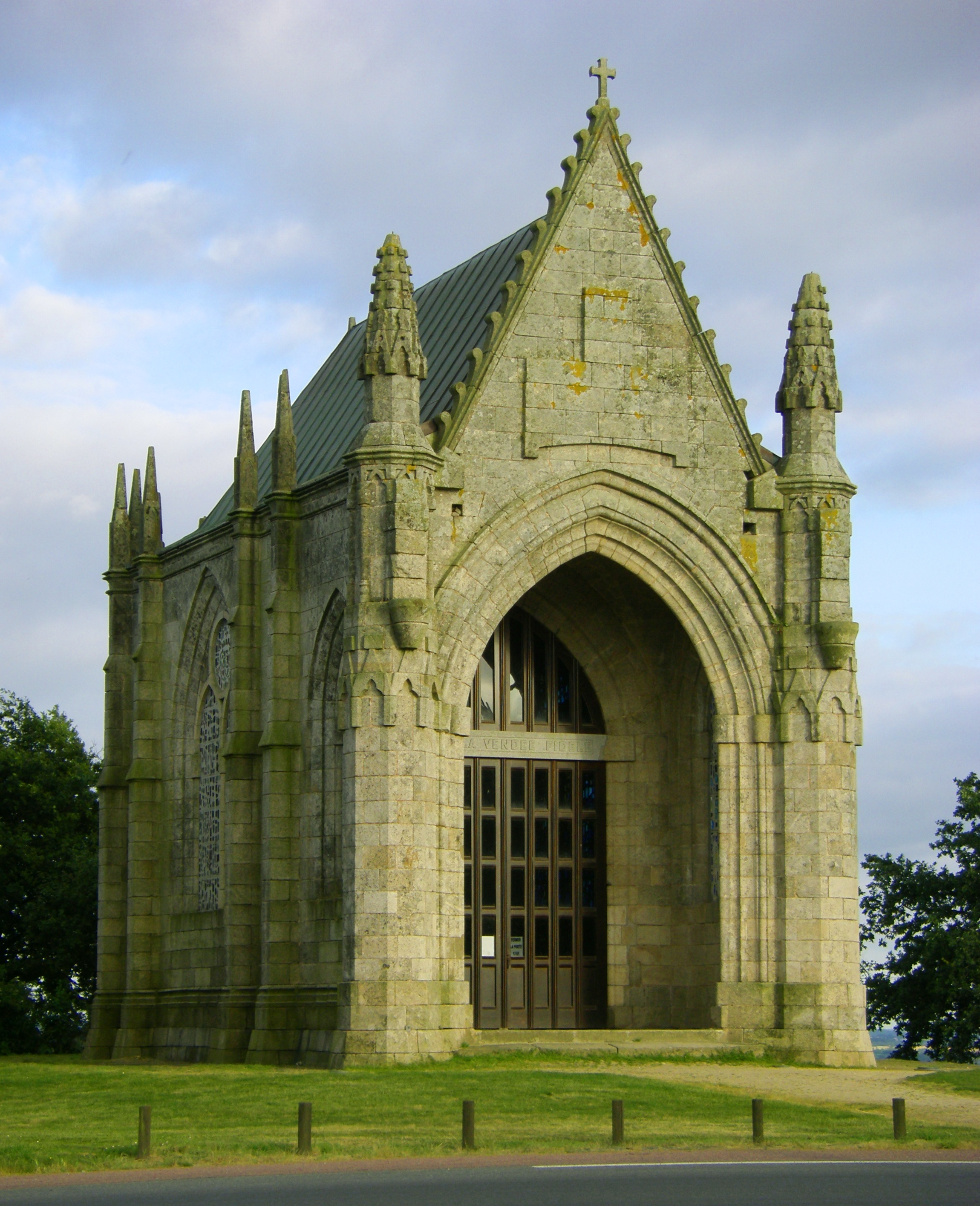
云雀山小教堂（法语：Chapelle du Mont-des-Alouettes）
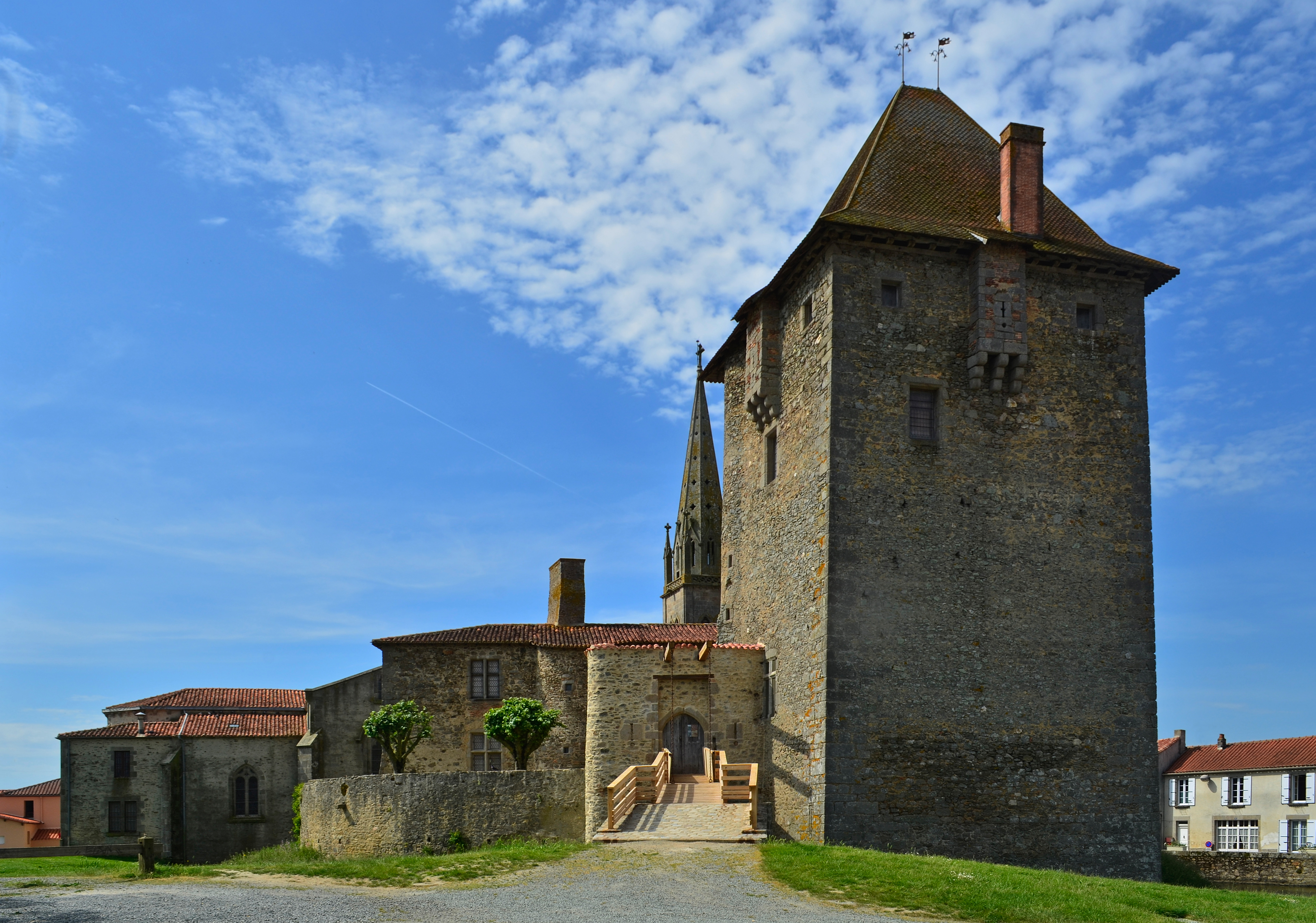
阿尔德莱城堡（法语：Château d'Ardelay）
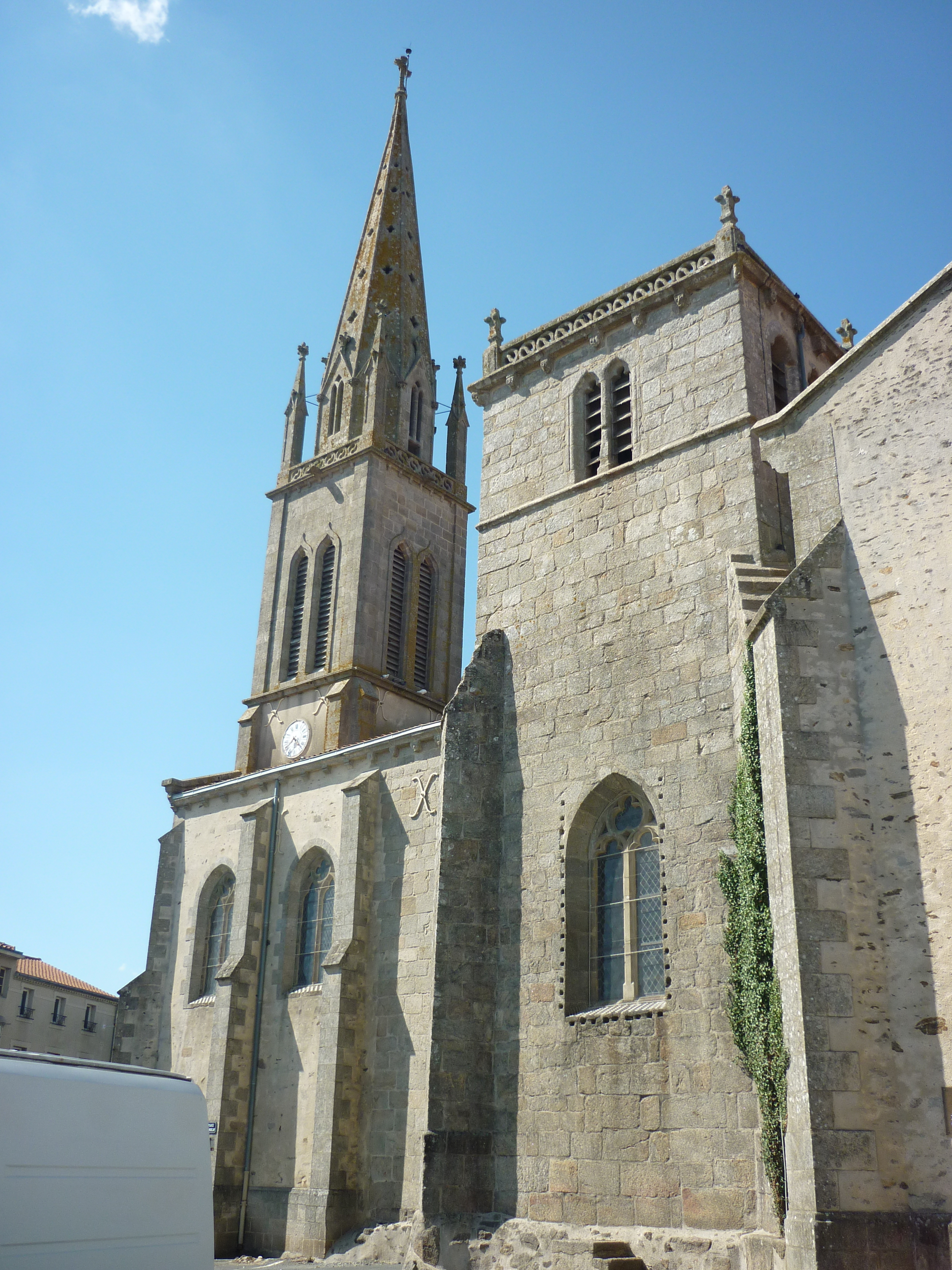
圣索沃尔教堂
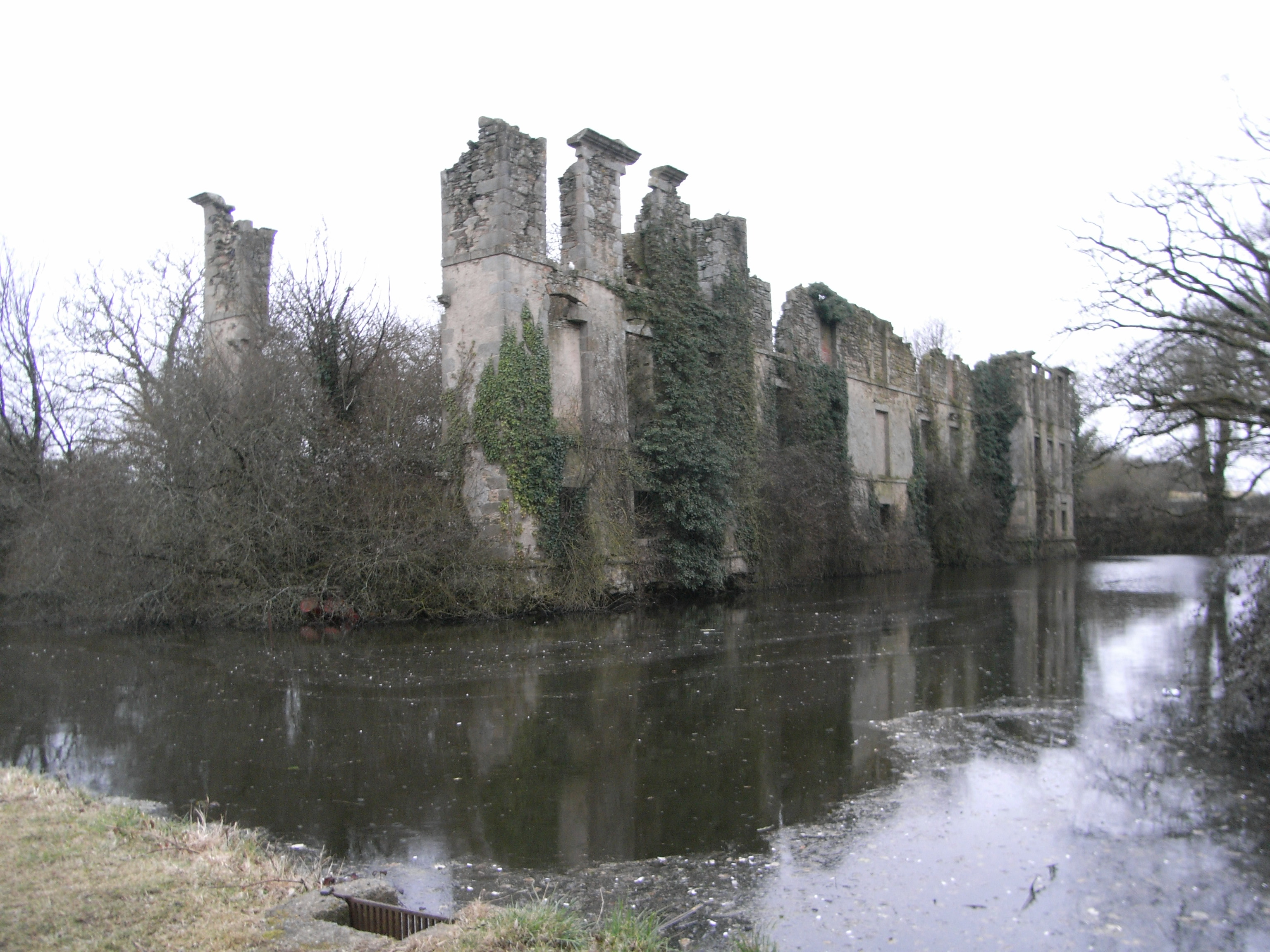
埃唐迪埃尔城堡遗址
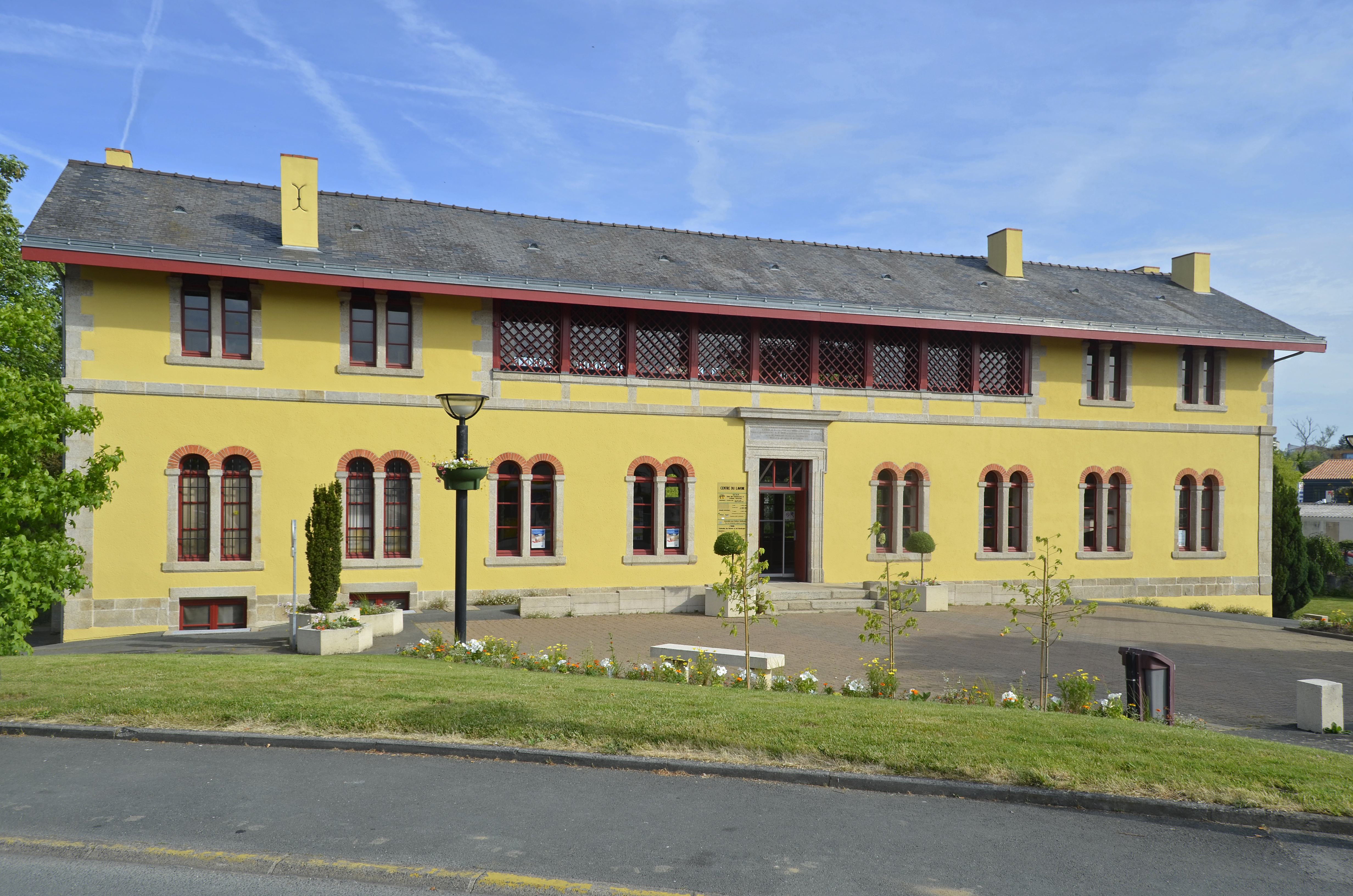
莱塞比耶的一处建筑

### 旅游
莱塞比耶的旅游事务由其所属的莱塞比耶地区市镇公共社区负责。2021年，莱塞比耶境内共有5家酒店共计214间房间；另有1个露营地，可容纳共6辆露营车。

### 媒体
法国主要的媒体均可在莱塞比耶接收，法国电视三台下属的卢瓦尔河地区大区频道在部分时段播出莱塞比耶所属区域的地方新闻。云雀广播是法国的一个私人广播电台，其总部位于莱塞比耶，覆盖范围包括法国西部的多个省份。《旺代邮报》、蓝色法兰西海滨卢瓦尔广播、旺代电视台等是当地主要的地方媒体。

## 相关人物
法国天主教主教居伊·舍瓦利耶和自行车运动员克洛德·万桑多出生于莱塞比耶。

## 友好城市
截至2022年1月，莱塞比耶共与三座城市互为友好城市关系：
- 德国 莱比锡利伯特沃尔克维茨（德语：Liebertwolkwitz）街区
- 西班牙 科里亚
- 纽敦